# Antonio Balzano
Antonio Balzano (Bitonto, 13 giugno 1986) è un ex calciatore italiano, di ruolo difensore.

## Caratteristiche tecniche
Il suo ruolo naturale è quello di terzino destro, tuttavia può essere schierato sulla fascia opposta o anche come esterno destro di centrocampo.

## Carriera
Ha iniziato la sua carriera nel Bari, con cui ha debuttato in Serie B nella stagione 2004–2005 collezionando una sola presenza.
Nel gennaio 2006 passa alla Cisco Roma senza giocare alcuna partita e nel luglio dello stesso anno al Rieti, con cui disputa 13 incontri in Serie C2.
Nel gennaio 2008 torna nuovamente alla Cisco Roma giocando 69 partite. Il 22 agosto 2010 esordisce in Lega Pro Prima Divisione in Siracusa-Atletico Roma 0-1.
Nel luglio 2011 si trasferisce al Pescara, con cui esordisce il 26 agosto in Hellas Verona-Pescara 1-2. Chiude la stagione con 38 presenze ed 1 gol, ottenendo la vittoria del campionato e risultando il miglior terzino della categoria.
Il 26 agosto 2012 esordisce in Serie A in Pescara-Inter 0-3. Durante il campionato è uno dei pochi, insieme al compagno di squadra Ivan Pelizzoli, a mettersi in luce, e la squadra retrocede in Serie B al termine di un disastroso girone di ritorno, concluso con appena 2 punti conquistati, a fronte dei 20 ottenuti nel girone di andata.
Per il campionato di Serie B 2013-2014 viene nominato capitano. Al termine della stagione lascia il Pescara; club con il quale ha giocato complessivamente 104 partite e segnato un gol.
Dopo essersi svincolato dal Pescara il 9 luglio 2014 viene acquistato a titolo definitivo dal Cagliari, in Serie A, voluto fortemente da Zeman, già suo allenatore al Pescara nell'anno della promozione nella massima serie italiana. Esordisce in campionato nella partita Sassuolo-Cagliari (1-1), prendendo il posto di Pisano nel primo tempo, e fornendo l'assist per il pareggio di Marco Sau. Nella sua prima stagione in rossoblù, conclusasi con la retrocessione in Serie B, ha disputato complessivamente 26 partite.
Il 26 settembre 2015 segna il suo primo gol con la maglia del Cagliari nella partita casalinga contro il Latina, vinta dalla sua squadra per 3-2. Con 25 presenze e un gol contribuisce al ritorno dei rossoblù nella massima serie, vincendo il campionato cadetto.
Il 15 luglio 2016 viene ceduto al Cesena con la formula del prestito con obbligo di riscatto in caso di promozione in Serie A. Fa il suo esordio con la nuova maglia il 7 agosto 2016 contro l'Arezzo in Coppa Italia, il 13 agosto 2016 segna la sua prima rete con la nuova maglia contro la Ternana.
Nella stagione 2017-2018 fa ritorno, a titolo gratuito, al Pescara, dove ritrova mister Zeman col quale aveva trionfato nel campionato cadetto sei stagioni prima.

## Statistiche

### Presenze e reti nei club
| Stagione             | Squadra              | Campionato           | Campionato | Campionato | Coppe nazionali | Coppe nazionali | Coppe nazionali | Coppe internazionali | Coppe internazionali | Coppe internazionali | Altre coppe | Altre coppe | Altre coppe | Totale | Totale |
| Stagione             | Squadra              | Comp                 | Pres       | Reti       | Comp            | Pres            | Reti            | Comp                 | Pres                 | Reti                 | Comp        | Pres        | Reti        | Pres   | Reti   |
| -------------------- | -------------------- | -------------------- | ---------- | ---------- | --------------- | --------------- | --------------- | -------------------- | -------------------- | -------------------- | ----------- | ----------- | ----------- | ------ | ------ |
| 2004-2005            | Bari                 | B                    | 1          | 0          | CI              | 1               | 0               |                      | -                    | -                    |             | -           | -           | 2      | 0      |
| 2005-gen. 2006       | Bari                 | B                    | 0          | 0          | CI              | 0               | 0               |                      | -                    | -                    |             | -           | -           | 0      | 0      |
| Totale Bari          | Totale Bari          | Totale Bari          | 1          | 0          |                 | 1               | 0               |                      | -                    | -                    |             | -           | -           | 2      | 0      |
| gen.-giu. 2006       | Cisco Roma           | C2                   | 0          | 0          | CI-C            | -               | -               |                      | -                    | -                    |             | -           | -           | 0      | 0      |
| 2006-2007            | Rieti                | C2                   | 14+1       | 0          | CI-C            | -               | -               |                      | -                    | -                    |             | -           | -           | 15     | 0      |
| 2007-gen. 2008       | Rieti                | D                    | 0          | 0          | CI-D            | -               | -               |                      | -                    | -                    |             | -           | -           | 0      | 0      |
| Totale Rieti         | Totale Rieti         | Totale Rieti         | 14+1       | 0          |                 | -               | -               |                      |                      |                      |             |             |             | 15     | 0      |
| gen.-giu. 2008       | Atletico Roma        | C2                   | 4          | 0          | CI-C            | -               | -               |                      | -                    | -                    |             | -           | -           | 4      | 0      |
| 2008-2009            | Atletico Roma        | 2D                   | 33         | 0          | CI-LP           | -               | -               |                      | -                    | -                    |             | -           | -           | 33     | 0      |
| 2009-2010            | Atletico Roma        | 2D                   | 32+4       | 0          | CI-LP           | -               | -               |                      | -                    | -                    |             | -           | -           | 36     | 0      |
| 2010-2011            | Atletico Roma        | 1D                   | 25+4       | 2+0        | CI              | 1               | 0               |                      | -                    | -                    |             | -           | -           | 30     | 2      |
| Totale Atletico Roma | Totale Atletico Roma | Totale Atletico Roma | 94+8       | 2+0        |                 | 1               | 0               |                      |                      |                      |             |             |             | 105    | 2      |
| 2011-2012            | Pescara              | B                    | 40         | 1          | CI              | 1               | 0               |                      | -                    | -                    |             | -           | -           | 41     | 1      |
| 2012-2013            | Pescara              | A                    | 26         | 0          | CI              | 2               | 0               |                      | -                    | -                    |             | -           | -           | 28     | 0      |
| 2013-2014            | Pescara              | B                    | 33         | 0          | CI              | 2               | 0               |                      | -                    | -                    |             | -           | -           | 35     | 0      |
| 2014-2015            | Cagliari             | A                    | 25         | 0          | CI              | 1               | 0               |                      | -                    | -                    |             | -           | -           | 26     | 0      |
| 2015-2016            | Cagliari             | B                    | 25         | 1          | CI              | 3               | 0               |                      | -                    | -                    |             | -           | -           | 28     | 1      |
| Totale Cagliari      | Totale Cagliari      | Totale Cagliari      | 50         | 1          |                 | 4               | 0               |                      |                      |                      |             |             |             | 54     | 1      |
| 2016-2017            | Cesena               | B                    | 31         | 1          | CI              | 4               | 1               |                      | -                    | -                    |             | -           | -           | 35     | 2      |
| 2017-2018            | Pescara              | B                    | 15         | 0          | CI              | -               | -               |                      | -                    | -                    |             | -           | -           | 15     | 0      |
| 2018-2019            | Pescara              | B                    | 26+2       | 0          | CI              | 2               | 0               |                      | -                    | -                    |             | -           | -           | 30     | 0      |
| 2019-2020            | Pescara              | B                    | 10         | 0          | CI              | 2               | 0               |                      | -                    | -                    |             | -           | -           | 12     | 0      |
| 2020-2021            | Pescara              | B                    | 14         | 0          | CI              | 1               | 0               |                      | -                    | -                    |             | -           | -           | 15     | 0      |
| Totale Pescara       | Totale Pescara       | Totale Pescara       | 164        | 1          |                 | 10              | 0               |                      |                      |                      |             |             |             | 174    | 1      |
| 2021-2022            | Seregno              | C                    | 10+2       | 0          | CI-C            | 0               | 0               | -                    | -                    | -                    | -           | -           | -           | 12     | 0      |
| Totale carriera      | Totale carriera      | Totale carriera      | 364+12     | 5          |                 | 20              | 1               |                      |                      |                      |             |             |             | 397    | 6      |

## Palmarès

### Competizioni nazionali
- Campionato italiano di Serie B: 2

Pescara: 2011-2012
Cagliari: 2015-2016